# 巴特勒島
巴特勒島（英語：Butler Island），是南極洲的島嶼，位於帕爾默地東岸，處於梅爾茲半島以東13公里，寬11公里，最高點海拔高度185米，現時由南極條約體系管理。